# گی تایمز
گی تایمز (به انگلیسی: Gay Times) که با عنوان مجلهٔ گی تایمز (به انگلیسی: Gay Times Magazine) نیز شناخته می‌شود، یک برند رسانهٔ ال‌جی‌بی‌تی‌کیو است که در سال ۱۹۸۴ تأسیس شده‌است. این مجله در ابتدا تنها به‌عنوان مجله‌ای برای مردان همجنسگرا و دوجنس‌گرا آغاز به‌کار کرد، اما امروزه برای جامعهٔ ال‌جی‌بی‌تی‌کیو و از طریق پلتفرم‌های مختلف، تولید محتوا می‌کند.

## انتشار و محتوا
گی تایمز به‌صورت ماهانه در بریتانیا و ایالات متحده منتشر می‌گردد و شامل مطالب مصاحبه با افراد معروف، مد، اخبار، موسیقی، فیلم، سبک مد و مسافرت است. گی تایمز همچین شامل یک وبگاه برخط و چندین کانال اجتماعی می‌باشد.
این مجله زیرنظر شرکت محدود گی تایمز منتشر می‌شود. مدیر عامل اجرایی آن از ژانویهٔ ۲۰۱۹، تگ وارنر است.